# Рутковский, Николай Христофорович
Николай Христофорович Рутко́вский (30 сентября 1892, Шёнберг, Курляндская губерния — 12 октября 1968, Ленинград) — советский живописец, монументалист, театральный художник и педагог, член Ленинградского Союза художников.

## Биография

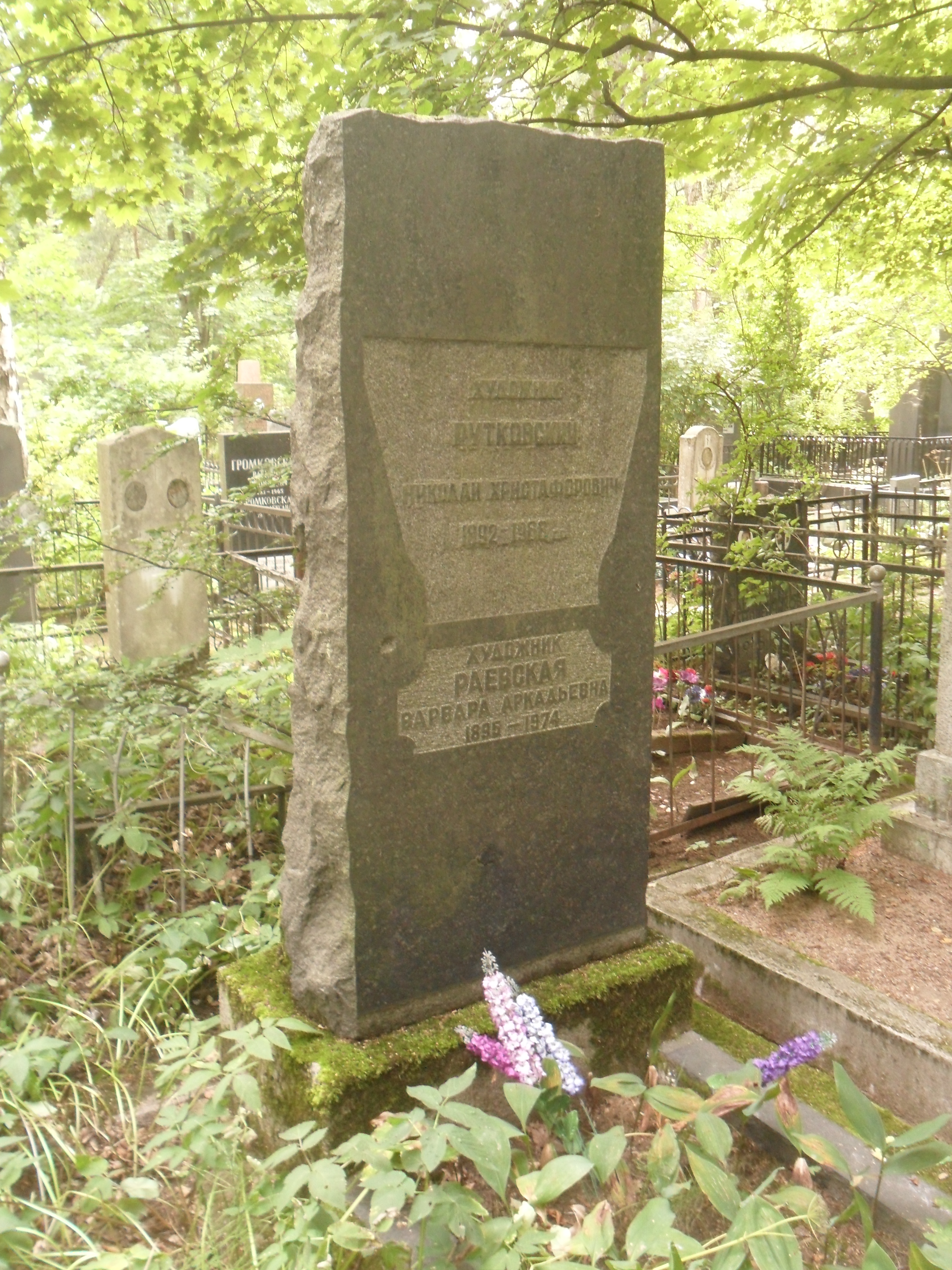
Могила Рутковского на Богословском кладбище Санкт-Петербурга.

Рутковский Николай Христофорович родился 30 сентября 1892 года в местечке Шёнберг Бауского уезда Курляндской губернии (ныне Скайсткалне, Вецумниекский край, Латвия). С 1900 года жил в Петербурге. В 1911—1913 годах занимался в Рисовальной школе Общества поощрения художеств. В 1913 поступил в ВХУ при Императорской Академии художеств. В 1915 был мобилизован в царскую армию рядовым 2-го запасного полка. После Октябрьской революции в 1918 в Петрограде вступил добровольцем в Красную Армию, служил в полку по охране путей сообщения. Демобилизовался в 1921 году. В 1922 окончил институт по мастерской В. В. Беляева с присвоением звания художника живописи.
В 1922—1932 годах работал как художник по договорам с Петрорабис, Изокино, Изофото и другими организациями. В 1927 участвовал в выставке «Советское искусство за Х лет». С 1929 года постоянно участвовал в выставках АХР, затем ЛССХ, экспонируя свои работы вместе с произведениями ведущих мастеров изобразительного искусства Ленинграда. В 1932 году был принят в члены Ленинградского Союза советских художников, в 1937—1950 годах избирался членом Правления ЛССХ. В 1936 году был приглашён И. Бродским на должность профессора — руководителя монументальной мастерской Академии художеств совместно с Д. И. Кипликом, где преподавал до эвакуации института в начале 1942 года. Одновременно преподавал живопись совместно с Б. Иогансоном в одной из мастерских живописного факультета.
В 1930-40-е годы исполнил эскизы декораций и костюмов к «Пиковой даме» (1933), «Фаусту» (1927), «Царской невесте», «Богеме», «Евгению Онегину», «Кармен» (1935), «Свадьбе Фигаро», «Тихому Дону» (1940). Как живописец-монументалист выполнил росписи железнодорожного вокзала в Белоострове (1934). В области станковой живописи Н. Рутковский создал ряд картин на историко-революционную тему, среди них «И. Сталин у гроба С. Кирова» (1937, ГРМ; вариант 1938 года для Музея С. М. Кирова в Ленинграде).
В войну и блокаду Н. Рутковский оставался в Ленинграде. Участвовал в МПВО, создавал плакаты, по заказу Политуправления Ленинградского фронта выполнил картины «Десант на острове близ Ханко», «Крейсер „Киров“ в бою». Также в годы войны и блокады им были написаны картины «Наши летят» (1941), «Потерял карточку», «Тревога», «Портрет Л. Фроловой-Багреевой», «Тревожная ночь», «Невский в 1942 году» (все 1943), «Возвращение на Родину» (1944) и другие. Награждён медалями «За оборону Ленинграда» и «За доблестный труд в Великой Отечественной войне 1941—1945 гг».
После войны работал преимущественно в станковой живописи. Среди произведений, созданных Н. Рутковским, картины «Салют Победы в Ленинграде в 1944 году» (1948), «И. Сталин и С. Киров на Волховстрое», «И. Сталин и В. Ленин в Разливе», «Портрет И. Сталина» (все 1950), «5 июля 1945 года» (1951), «Ужин. Латвия» (1954), «Тихий вечер», «На отдых», «Дворик» (все 1956), «Базарный день. Латвия», «Портрет Н. В. Хижинской», «Праздник весны „Лиго“. Латвия», «У молочного завода. Латвия» (все 1957), «Родина», «На карнавал», «Праздничный вечер на Неве» (все 1959), «Портрет А. Рассадина», «На Севере диком…», «Ночевала тучка…» (все 1960), «Встреча победителей» (1961), «Народные мстители», «Праздник на Неве» (обе 1964), «Солдат революции», «Ленин в Разливе», «Рыбаки» (все 1967) и другие.
Скончался 12 октября 1968 года в Ленинграде на 77-м году жизни. 
Произведения Н. Х. Рутковского находятся в Русском музее, в музеях и частных собраниях в России и за рубежом.

## Ученики
- Васильев Анатолий Ильич (1917—1994)
- Ротницкий Семён Аронович (1915—2004)

## Выставки
- 1951 год (Ленинград): Выставка произведений ленинградских художников.
- 1951 год (Ленинград):  «Выставка произведений ленинградских художников 1951 года» в Государственном Русском музее.
- 1956 год (Ленинград): Осенняя выставка произведений ленинградских художников.
- 1961 год (Ленинград): «Выставка произведений ленинградских художников» .
- 1962 год (Ленинград): "Осенняя выставка произведений ленинградских художников".
- 1976 год (Москва): Изобразительное искусство Ленинграда.
- 1984 год (Ленинград): Подвигу Ленинграда посвящается. Выставка произведений ленинградских художников, посвященная 40-летию полного освобождения Ленинграда от вражеской блокады.